# Rungsted Kyst Station
Rungsted Kyst Station er en dansk jernbanestation i bydelen Rungsted i Hørsholm Kommune, ca. 24 km nord for København. Stationen har tre perronspor og tre perroner og betjenes i dagtimerne af tog hvert 15. minut i begge retninger. Der er stationsbygninger på både stationens øst- og vestside.
I nærheden ligger Rungsted Bytorv, Rungsted Golfklub, Nordsjællands Veterantogs gamle remise, Karen Blixen Museet og Rungsted Havn.
Rungsted Kyst Station og remise er i dag et af de mest velbevarede stationsmiljøer i Danmark.
Tilnavnet Kyst blev føjet til stationsnavnet for at undgå den lydlige forveksling med Ringsted Station.

## Antal rejsende
Ifølge Østtællingen var udviklingen i antallet af dagligt afrejsende: 
| År   | Antal | År   | Antal | År   | Antal | År   | Antal |
| ---- | ----- | ---- | ----- | ---- | ----- | ---- | ----- |
| 1984 | 2.125 | 1993 | 1.708 | 2000 | 1.473 | 2005 | 1.328 |
| 1987 | 2.211 | 1995 | 1.592 | 2001 | 1.411 | 2006 | 1.334 |
| 1990 | 2.194 | 1996 | 1.637 | 2002 | 1.332 | 2007 | 1.178 |
| 1991 | 2.086 | 1997 | 1.490 | 2003 | 1.382 | 2008 | 1.273 |
| 1992 | 1.765 | 1998 | 1.393 | 2004 | 1.349 |      |       |